# Klasztor karmelitanek bosych w Katowicach
Klasztor Najświętszej Maryi Panny Matki Kościoła i św. Józefa karmelitanek bosych w Katowicach – klasztor i wspólnota sióstr karmelitanek w Katowicach, w dzielnicy Śródmieście, przy ul. Jana Kilińskiego 15a (teren Parafii Świętych Apostołów Piotra i Pawła).
Patronami klasztoru są Matka Boża Matka Kościoła i św. Józef Oblubieniec Najświętszej Maryi Panny.

## Historia
Fundacja Karmelu katowickiego powstała z inicjatywy biskupa katowickiego Herberta Bednorza. Karmelitanki z Wrocławia przyjęły zobowiązanie fundacyjne 27 września 1984. Ze strony diecezji budowę nadzorował ks. Florian Ludziarczyk. Budowę rozpoczęto 20 maja 1984. Klasztor erygowano po przybyciu grupy sióstr z Wrocławia 16 października 1989. Poświęcenia dokonał biskup Damian Zimoń. Kaplicę konsekrowano 25 sierpnia 1991. Karmel w Katowicach znajduje się na terenie, nad którym duchową opiekę sprawują karmelici bosi z prowincji krakowskiej.

## Działalność i charyzmat
Katowickie karmelitanki żyją duchowścią Karmelu. W porządku dnia pierwsze miejsce zajmuje modlitwa, co jest typowe dla zakonów kontemplacyjnych. Siostry odmawiają wszystkie godziny brewiarzowe we wspólnocie. Utrzymują się z datków wiernych. Jedna z zakonnic jest malarką. Siostry umożliwiają wzięcie udziału we wspólnotowej Eucharystii każdego dnia rano o godz. 6.30. Kolejnymi etapami formacji, zgodnie z przepisami Kodeksu Prawa Kanonicznego są: postulat, nowicjat, śluby czasowe (odnawiane przez trzy lata) i profesja wieczysta (na całe życie).
Nekropolia klasztoru karmelitanek zlokalizowana jest na cmentarzu parafialnym przy ul. Sienkiewicza, przy wejściu od ul. Plebiscytowej.